# Parroquia Chacopata
La Comunidad de Chacopata está situada en el Municipio Cruz Salmerón Acosta del Estado Sucre en Venezuela, tiene una población de aproximadamente 2.189 habitantes y está a 6 metros de altitud. Sus coordenadas son: Latitud: 10.6667 Longitud: -63.8833

## Historia
Chacopata fue descubierta en 1498 por Cristóbal Colón. El 11 de marzo de 1870, actuando a favor de la revolución que intentaba llevar a la presidencia al General Antonio Guzmán Blanco, en el pueblo sucrense de Chacopata murió fusilado el general neoespartano Donato Villalba. Fue el líder de la causa federal en la isla de Margarita, senador del Congreso Nacional por su Estado natal en 1867 y Presidente del mismo en 1868.

## Acceso
Se puede acceder vía terrestre desde la población de Cariaco o desde la población de Araya previamente cruzando la boca del Golfo de Cariaco por vía marítima desde Cumaná.
Es de hacer notar que desde aquí parten embarcaciones menores («tapaítos») hacia Porlamar en la Isla de Margarita y viceversa.

## Turismo
Chacopata es la capital de la parroquia del mismo Nombre, es un pequeño y pintoresco pueblo situado a unos 50 km de Cariaco, frente a la Isla de Coche. Posee una hermosa laguna ocupada por aves marinas, tales como flamencos, garzas y pelícanos, y una vasta playa de arena anaranjada enclavada a una bahía de aguas llanas. La zona es muy árida y carece de vegetación. Frente a la playa, a unos 5 minutos en lancha, se encuentra un islote con una pequeña playa solitaria, al que se puede llegar negociando con los pescadores de la bahía.
Toda la región es apta para la caza y la pesca. En ella se encuentra la Laguna de Chacopata, que constituye una reserva natural de flora y fauna.

### Nombre de Chacopata
El Nombre de Chacopata en lenguaje cumanagoto quiere decir sitio o lugar de las batatas ( Chaco:batata; patar: sitio, lugar donde mora algo o alguien).

## Flora y Fauna
La laguna del mismo nombre, rodeada de manglares y prolongada hacia el este en una amplia y desolada salineta, de un blanco reverberante, es la única pincelada de verdor y frescura en la desértica austeridad del paisaje que la circunda.En su parte central generalmente reposa una banda de flamencos o togogos cuyo llamativo color rosado pone una nota de brillante colorido sobre la turbidez gris verdosa de las aguas de la laguna.
Gavilanes o caricares planean sobre este relieve austero, tratando de sorprender a algún guaripete desprevenido o algún pájaro que, distraído, se esté emborrachando con pulpa jugosa, provocativamente colorada, de un yaguarey.

### Geografía
El morro es el punto más cercano entre tierra firme y las islas de coche, Cubagua y Margarita y la laguna es el refugio de una numerosa bandada de flamencos que se alimentan en sus llanas aguas, colorido al manglar.
Las colinas y cerros se hunden abruptamente en el mar dando lugar al litoral más profundo de la península. El litoral de chacopata presenta una secuencia en la que alternan playas y acantilados, pero estos últimos más bajos y menos abruptos.
A Vista de pájaro, la porción occidental ofrece un escenario paisajístico desértico, de lomas rojizas, descarnadas, de perfiles suaves, separadas entre sí por quebradas arenosas, cuyo conjunto configura un patrón de drenaje de tipo dendrítico.
En estas quebradas se refugian los escasos elementos vegetales que soportan la sequedad abrumadora del ambiente, y entre ellos dominan los guatapanares o dividives, achaparrados por el castigo incansable del viento y la escasez de agua y los retamales de guías resecas y retorcidas, más grises que verdes.
Hay también cardonales aislados en las laderas, y en el sustrato arenoso de algunas quebradas se desarrollan, indomables y tenaces, densas formaciones de tunas. geográfico más sobresaliente es el morro de chacopata, el cual en otro tiempo estuvo unido al grupo insular margariteno, y que en realidad, como su nombre indica, era una islita que posteriormente se unió a la costa firme a través de una lengua de arena o tómbola

## Economía
La Comunidad es básicamente un pueblo de pescadores. Su principal fuente de trabajo es la pepitona.

### Otras Informaciones
| Fecha                          | Nombre en castellano |
| ------------------------------ | -------------------- |
| Prefijo Telefónico             | 0295                 |
| Código Postal                  | 6101                 |
| Gentilicio                     | Chacopatero          |
| Moneda                         | Bolívar/US$          |
| Huso Horario                   | GMT -4:00            |
| Idioma Oficial                 | Español              |
| Fiestas Patronales             | Virgen del Carmen    |
| Presidente del Consejo Comunal |                      |

En este lugar se encuentra la subestación eléctrica desde donde parte el sistema de cableado submarino que surte de electricidad a las islas Margarita y Coche del estado Nueva Esparta. También parte una tubería submarina para surtir de agua potable a dichas islas.